# 富克精阿
富克精阿（？—？），汉军镶蓝旗人，是一名清朝政治人物。
咸豐二年，接替葉長華。署任江蘇荆溪縣知縣。后由景其淦接任。咸豐五年，接替馮譽。擔任江蘇荆溪縣知縣。后由于作新接任。于1853年接替邵鼎署任南汇县知县一职，1854年由冯树勋接任。